# Syringogaster
Syringogaster (лат.) — неотропический род двукрылых из инфраотряда круглошовных мух. Единственный представитель семейства Syringogastridae.

## Описание
Похожие на муравьёв мухи длиной 4-6 мм. Глаза крупные, передние фасетки заметно увеличены. Щеки узкие, передняя их часть покрыта волосками, задняя часть — голая. Щетинки на груди сильно редуцированы. Имеются лишь две посталярных (закрыловых) щетинки на среднеспинке и две щетинки на щитке. Эти щетинки расположены на небольших бугорках. Задние бёдра утолщены с рядами из 4-15 толстых щетинок. Задние голени изогнуты. Крылья прозрачные или с рисунком из пятен и/или поперечных полос. Костальная жилка без разрывов. Брюшко стебельчатое. Первые 3-4 тергита сросшиеся. Граница между первым и вторым тергитом не видна.

## Образ жизни
Встречаются в тропических лесах. В горах встречаются до высоты 1450 м над уровнем моря. Мухи способны к зависающему полёту. Образ жизни личинок не известен.

## Систематика
Род описан Эзра Крессоном мл. в 1912 году в составе семейства Psilidae. Затем длительное время род включали в состав семейства Megamerinidae. В 1969 году Анджело Прадо отнёс род к самостоятельному семейству Syringogastridae. В мировой фауне известно 23 вида:
- Syringogaster amazonensis Prado, 1969
- Syringogaster apiculata Marshall & Buck, 2009
- Syringogaster atricalyx Marshall & Buck, 2009
- Syringogaster brachypecta Marshall & Buck, 2009
- Syringogaster brunnea Cresson, 1912
- Syringogaster brunneina Marshall & Buck, 2009
- Syringogaster carioca Prado, 1969
- †Syringogaster craigi Grimaldi, 2009
- Syringogaster cressoni Prado, 1969
- Syringogaster dactylopleura Marshall & Buck, 2009
- Syringogaster figurata Marshall & Buck, 2009
- Syringogaster fapeam Rafael, Câmara & Holanda, 2011
- Syringogaster lanei Prado, 1969
- Syringogaster lopesi Prado, 1969
- †Syringogaster miocenecus Grimaldi, 2009
- Syringogaster nigrithorax Marshall & Buck, 2009
- Syringogaster palenque Marshall & Buck, 2009
- Syringogaster papaveroi Prado, 1969
- Syringogaster plesioterga Marshall & Buck, 2009
- Syringogaster rufa Cresson, 1912
- Syringogaster sharkeyi Marshall & Buck, 2009
- Syringogaster subnearctica Feijen, 1989
- Syringogaster tenuipes Marshall & Buck, 2009

## Палеонтология
Два вида найдены в янтаре миоценового возраста в Доминиканской Республике.

## Распространение
Широко распространены в пределах неотропической области от Мексики (Сан-Луис-Потоси) до Аргентины (Мисьонес). На Антильских островов известны только в ископаемом состоянии.